# Đại tá
Đại tá là danh xưng cấp bậc quân hàm sĩ quan cao cấp, chỉ dưới cấp bậc tướng lĩnh trong lực lượng quân sự của nhiều quốc gia. Trong một số quốc gia có lực lượng quân sự nhỏ hơn, chẳng hạn như của Monaco hoặc Thành Vatican, Đại tá là cấp bậc cao nhất.

## Từ nguyên

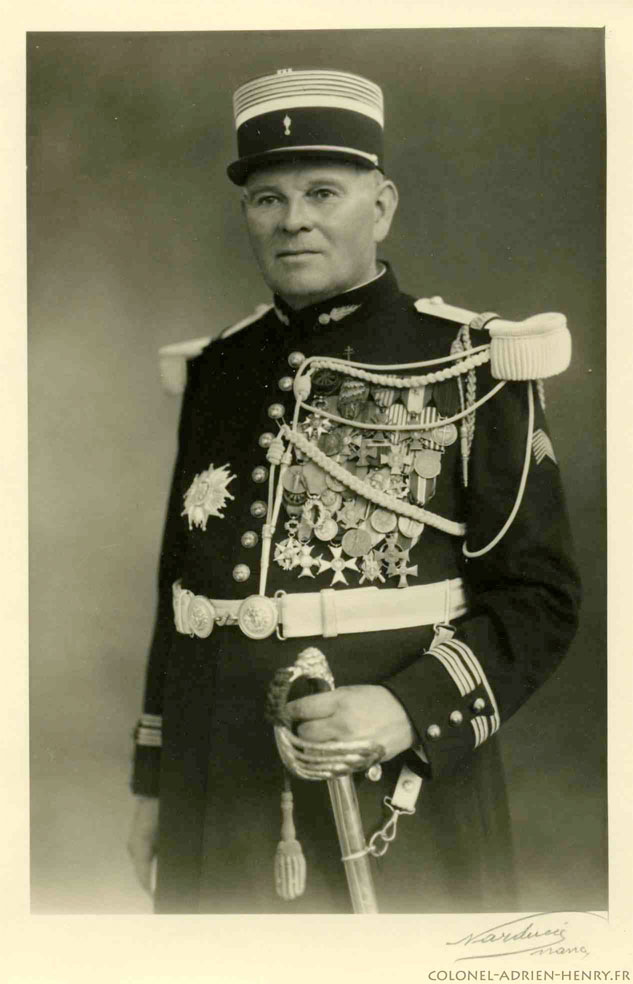
Đại tá Adrien Henry, thuộc Lực lượng Hiến binh Quốc gia (Pháp).

Thông thường, danh xưng Đại tá trong tiếng Việt được dùng để chuyển ngữ cho các cấp bậc sau trong hệ thống quân hàm các lực lượng vũ trang quốc gia trên thế giới.
- Colonel: Lục quân và Không quân Mỹ, Lục quân Pháp và Lục quân Anh
- Captain: Hải quân Anh, Hải quân Mỹ
- Capitain de vaisseau: Hải quân Pháp
- Group Captain: Không quân Anh
- Polkóvnik (Полко́вник): Lục quân Nga
- Kapitan 1-go ranga (Капитан 1-го ранга): Hải quân Nga
- Dàxiào (大校): Quân Giải phóng Nhân dân Trung Quốc

Tuy nhiên, các tài liệu phương Tây thường xếp cấp bậc Đại tá trong Lực lượng vũ trang nhân dân Việt Nam  vào phân hạng OF-6 trong Hệ thống cấp bậc quân sự khối NATO. Phân hạng này xếp trên phân hạng OF-5 - tương đương cấp bậc Colonel của lục quân phương Tây. Nhiều tài liệu Anh ngữ dùng thuật ngữ Senior colonel để chỉ cấp bậc Đại tá trong lực lượng vũ trang nhân dân Việt Nam, nhằm so sánh sự tương đương với cấp bậc Brigadier (OF-6) trong Lục quân Anh. Tương tự, thuật ngữ Senior captain cũng được dùng để chỉ riêng cấp bậc Đại tá Hải quân của Việt Nam, tương đương cấp bậc Commodore của Hải quân Anh. Đây đều là những cấp bậc tương đương Chuẩn tướng nhưng không được xếp vào hàng tướng lĩnh.

## Cấp bậc Đại tá tại Việt Nam

### Trước khi giành được độc lập
Trước thập niên 1940, người Việt thường gọi nôm na các sĩ quan Pháp có danh xưng Colonel (bao gồm cả Colonel và Lieutenant-colonel) là quan năm, theo cấp hiệu 5 vạch (còn gọi là lon, gốc từ chữ galon trong tiếng Pháp) của các sĩ quan này. Trong một số trường hợp, các sĩ quan mang cấp bậc Lieutenant-colonel còn được gọi là quan năm khoanh trắng, do trên cấp hiệu có các vạch vàng - trắng xen kẽ, nhằm để phân biệt với các sĩ quan mang cấp bậc Colonel vốn có cấp hiệu 5 vạch đồng màu.
Đầu thập niên 1940, khi quân Nhật tiến vào Đông Dương thuộc Pháp, danh xưng Đại tá xuất hiện trong tiếng Việt dùng để chỉ cấp bậc Taisa (大佐) của Lục quân Đế quốc Nhật Bản, được xem là tương đương với cấp bậc Colonel trong Lục quân Pháp. Cũng trong thời kỳ này, danh xưng Trung tá cũng bắt đầu được dùng để chỉ cấp bậc Chūsa (中佐) của Nhật Bản và được xem là tương đương với cấp bậc Lieutenant-colonel của Pháp.

### Việt Nam Dân chủ Cộng hòa (1945-1975)
Sau khi Cách mạng tháng 8 thành công, chính quyền Việt Nam Dân chủ Cộng hòa được thành lập. Một trong những mối quan tâm của chính quyền Việt Nam non trẻ là xây dựng một lực lượng quân đội quốc gia để bảo vệ thành quả nền độc lập vừa giành được. Ngày 22 tháng 4 năm 1946, Sắc lệnh số 33/SL được ban hành, ấn định các cấp bậc, quân phục, phù hiệu, cấp hiệu cho lục quân của toàn quốc. Theo đó, cấp Đại tá được xếp là cấp cao nhất của sĩ quan bậc Tá, chỉ dưới bậc Tướng; đồng thời cũng quy định chức vụ chỉ huy của sĩ quan cấp Đại tá là Đại đoàn trưởng hoặc Đại đoàn phó. Cấp hiệu Đại tá cũng được quy định là 3 lon vàng và 1 sao vàng trên nền đỏ.
Sau khi chiến tranh bùng nổ, chính phủ Việt Nam Dân chủ Cộng hòa rút về các chiến khu để tiếp tục chỉ đạo kháng chiến. Ngày 15 tháng 2 năm 1948, Sắc lệnh số 131/SL được ban hành, theo đó, cấp bậc Đại tá được phân thành 2 hạng: Hạng Nhất và hạng Nhì. Bốn ngày sau, 7 cán bộ quân sự được phong quân hàm Đại tá hạng Nhất gồm Vũ Hiển – Trưởng phòng Tác chiến kiêm quyền Tổng tham mưu phó; Phạm Trinh Cán – quyền Cục trưởng Cục Quân pháp; Vũ Văn Cẩn – Cục trưởng Cục Quân y; Trần Dụ Châu – Cục trưởng Cục Quân nhu; Lê Khắc – Cục trưởng Cục Công binh; Phan Tử Lăng – Cục trưởng Cục Quân chính; và Hoàng Minh Thảo – Tư lệnh phó Liên khu 3.
Cấp bậc Đại tá Công an nhân dân Việt Nam lần đầu tiên được quy định bởi Nghị định 331/TTG ngày 1 tháng 9 năm 1959, quy định hệ thống cấp bậc Công an nhân dân vũ trang. Cấp hiệu Đại tá có 4 sao, 2 vạch.
Ba năm sau, Pháp lệnh 34/LCT ngày 20 tháng 7 năm 1962 quy định thêm hệ thống cấp bậc Cảnh sát nhân dân.

### Việt Nam Cộng hòa (1955-1975)
Trong Quân đội Việt Nam Cộng hòa năm 1964, cấp Đại tá thường đảm nhiệm các chức vụ Sư đoàn trưởng hoặc Sư đoàn phó, có khi là Tư lệnh Quân đoàn hay binh chủng, được xếp vào hàng sĩ quan cao cấp, dưới cấp Thiếu tướng & trên cấp Trung tá. Từ sau cuộc chỉnh lý của tướng Nguyễn Khánh năm 1964, quân hàm Chuẩn tướng hay còn gọi là tướng một sao được đặt ra để phong cho một số Đại tá có công trong các cuộc đảo chính, bấy giờ cấp Đại tá mới xếp sau cấp Chuẩn tướng.
Một số Đại tá nổi bật:
- Hoàng Thụy Năm (?-1961), Trưởng phái đoàn liên lạc của chính quyền Sài Gòn tại Ủy hội Quốc tế Kiểm soát đình chiến.
- Lê Quang Tung (-1963), Tư lệnh Lực lượng Đặc biệt
- Hồ Tấn Quyền, Tư lệnh Hải quân (1959 – 1963)
- Nguyễn Xuân Vinh, Tư lệnh Không Quân (1958–1962)
- Phạm Ngọc Thảo, tình báo
- Nguyễn Văn Đông, nhạc sĩ

### Cộng hòa Xã hội chủ nghĩa Việt Nam (1976-nay)
Đại tá Quân đội nhân dân Việt Nam, Đại tá Công an nhân dân Việt Nam là quân hàm sĩ quan cao cấp dưới cấp tướng lĩnh và là cấp bậc sĩ quan cấp tá cao nhất trong Quân đội nhân dân Việt Nam và Công an nhân dân Việt Nam với cấp hiệu 4 ngôi sao vàng, 2 vạch vàng.
Trong hệ thống quân hàm của Quân đội nhân dân Việt Nam giai đoạn 1982 - 1992 quân hàm Thượng tá bị bãi bỏ, theo đó những sĩ quan cấp Thượng tá được mặc nhiên nâng thành Đại tá với quân hàm có 3, 2 vạch. Từ năm 1992 quân hàm thượng tá được khôi phục, theo đó quân hàm Đại tá trở lại với 4 sao, 2 vạch.
Cũng trong giai đoạn này, Pháp lệnh về lực lượng An ninh nhân dân Việt Nam ngày 2 tháng 11 năm 1987, quy định hệ thống cấp bậc An ninh nhân dân không có bậc Thượng tá. Lúc này, cấp hiệu Đại tá An ninh nhân dân có 3 sao, 2 vạch.
Năm 1989, Pháp lệnh về lực lượng Cảnh sát nhân dân Việt Nam ngày 28 tháng 1 năm 1989 quy định lại hệ thống cấp bậc Cảnh sát nhân dân tương tự như hệ thống cấp bậc An ninh nhân dân (tức là cũng không có bậc Thượng tá).
Năm 1992, 2 Pháp lệnh sửa đổi lại, khôi phục cấp bậc Thượng tá đối với hệ thống cấp bậc của An ninh nhân dân và Cảnh sát nhân dân. Lúc này Đại tá có 4 sao thay vì 3 sao như trước năm 1992.
Từ năm 1998, 2 ngạch An ninh nhân dân và Cảnh sát nhân dân sử dụng thống nhất một hệ thống cấp hiệu như ngày nay. Cấp hiệu Đại tá Công an nhân dân Việt Nam có 4 sao vàng, 2 vạch vàng.
Đến năm 1999, theo Luật sĩ quan Quân đội nhân dân Việt Nam thì Đại tá Quân đội nhân dân Việt Nam là bậc quân hàm cao nhất của quân nhân giữ chức vụ Sư đoàn trưởng, Tỉnh đội trưởng và tương đương, do Bộ trưởng Bộ Quốc phòng ký quyết định phong. Đại tá của Quân đội Nhân dân Việt Nam trên Thượng tá (3 sao, 2 vạch) và dưới Thiếu tướng Quân đội nhân dân Việt Nam (1 sao).
Đối với Công an, Đại tá Công an nhân dân Việt Nam trên Thượng tá (3 sao, 2 vạch) và dưới Thiếu tướng Công an nhân dân Việt Nam (1 sao). Sĩ quan cao cấp giữ cấp bậc hàm này thường đảm nhiệm các chức vụ từ Giám đốc Công an tỉnh, thành phố trực thuộc Trung ương (trừ 2 thành phố lớn là Hà Nội, Thành phố Hồ Chí Minh), Vụ trưởng, Cục trưởng đến Phó Giám đốc Công an thành phố Hà Nội, Thành phố Hồ Chí Minh, Tư lệnh cảnh vệ.
Một số nhân vật nổi bật
- Hoàng Đạo Thúy, Tư lệnh đầu tiên của Binh chủng Thông tin Liên lạc.
- Hà Văn Lâu, Thứ trưởng Bộ Ngoại giao
- Lê Hữu Thúy, tình báo
- Nguyễn Văn Tàu, tình báo, Chính ủy Lữ đoàn 316 đặc công biệt động
- Đinh Thị Vân, tình báo
- Nguyễn Văn Bảy, Anh hùng lực lượng vũ trang nhân dân, một trong mười chín phi công Việt Nam đạt cấp "Ách" (Aces) trong kháng chiến chống Mỹ
- Nguyễn Thành Trung, phi công ném bom Dinh Độc Lập
- Phạm Ngọc Thảo, tình báo
- Hà Minh Trí - Người ám sát hụt Tổng thống Việt Nam Cộng hòa Ngô Đình Diệm vào ngày 22 tháng 2 năm 1957
- Đặng Tính, Chính uỷ Binh đoàn Trường Sơn
- Hoàng Xuân Vinh, xạ thủ bắn súng, người mang về tấm huy chương vàng đầu tiên cho Việt Nam tại Thế vận hội Mùa hè 2016
- Phạm Hùng-Cố Chủ tịch Hội đồng Bộ trưởng nước Cộng hòa Xã hội Chủ nghĩa Việt Nam, mang quân hàm Đại tá Công an nhân dân Việt Nam

### Cấp hiệu Đại tá Việt Nam qua các thời kỳ
Lịch sử

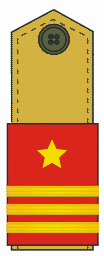
Quân đội Quốc gia Việt Nam (1946-1955), Quân đội nhân dân Việt Nam (1955-1958)
Quân lực Việt Nam Cộng hòa (1955-1964)
Quân lực Việt Nam Cộng hòa (1964-1975)

Hiện tại

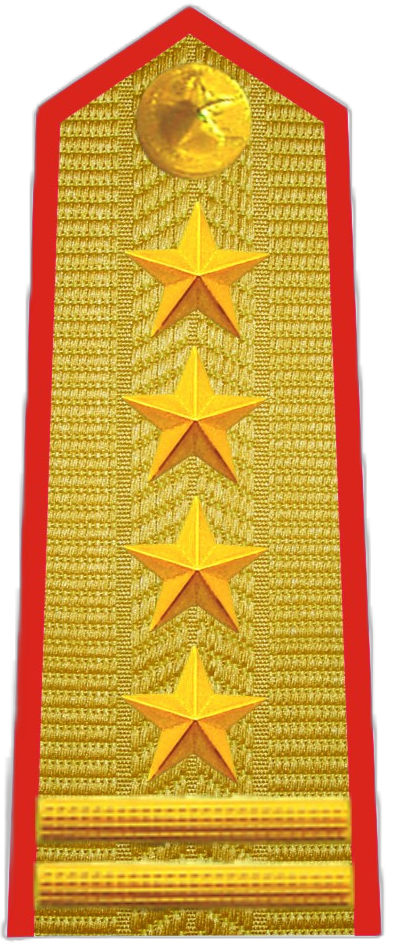
Quân đội
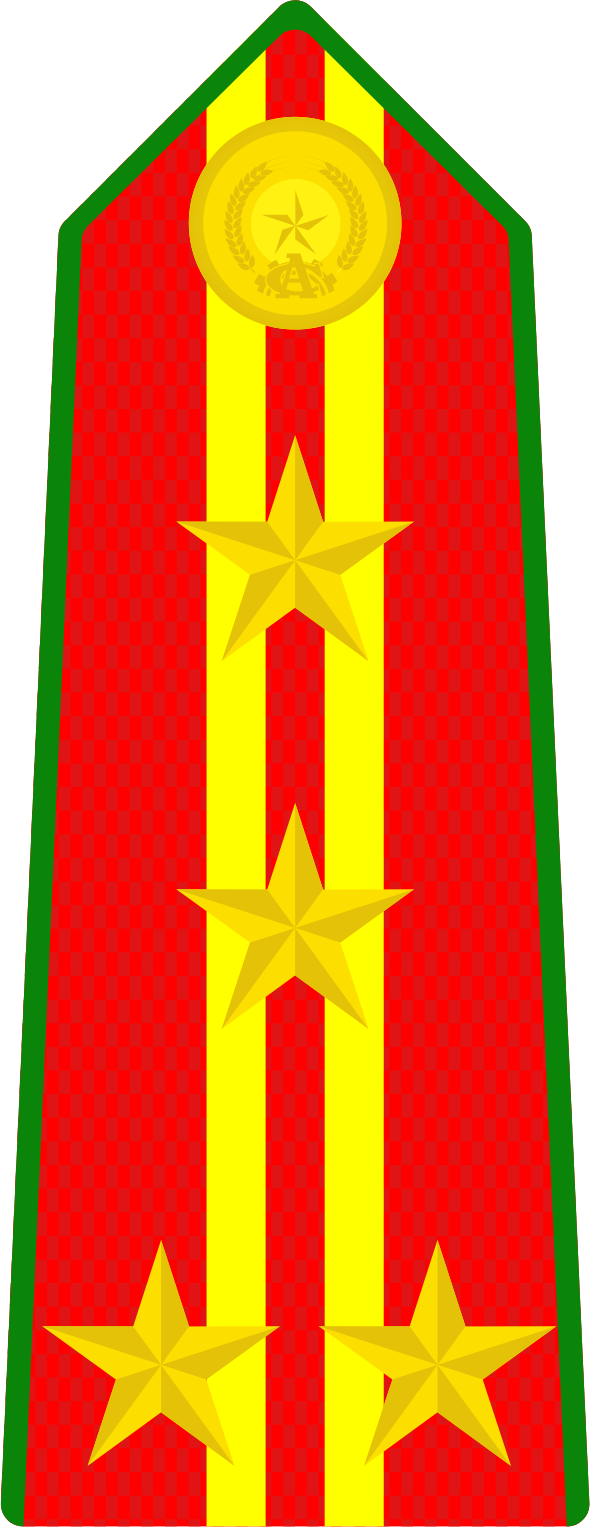
Công an

## Chuẩn tướngvà Đại tá trongLực lượng vũ trang nhân dân Việt Nam
Cấp bậc Chuẩn tướng không được quy định trong hệ thống quân hàm Lực lượng vũ trang nhân dân Việt Nam. Quân hàm Đại tá trong Lực lượng vũ trang nhân dân Việt Nam (4 sao cấp tá) mặc dù không được xếp vào cấp tướng lĩnh, nhưng vẫn được xem là tương đương cấp bậc Chuẩn tướng ở các quốc gia có cấp bậc này. Các tài liệu phương Tây thường xếp cấp bậc Đại tá trong Lực lượng vũ trang nhân dân Việt Nam  vào phân hạng OF-6 trong Hệ thống cấp bậc quân sự khối NATO. Phân hạng này xếp trên phân hạng OF-5 - tương đương cấp bậc Colonel của lục quân phương Tây. Nhiều tài liệu Anh ngữ dùng thuật ngữ Senior colonel để chỉ cấp bậc Đại tá trong lực lượng vũ trang nhân dân Việt Nam, nhằm so sánh sự tương đương với cấp bậc Brigadier (OF-6) trong Lục quân Anh. Tương tự, thuật ngữ Senior captain cũng được dùng để chỉ riêng cấp bậc Đại tá Hải quân của Việt Nam, tương đương cấp bậc Commodore của Hải quân Anh. Đây đều là những cấp bậc tương đương Chuẩn tướng nhưng không được xếp vào hàng tướng lĩnh.

## Những cấp bậc tương đương Đại tá Việt Nam trên thế giới

Colonel (Đại tá) - Quân đội Anh
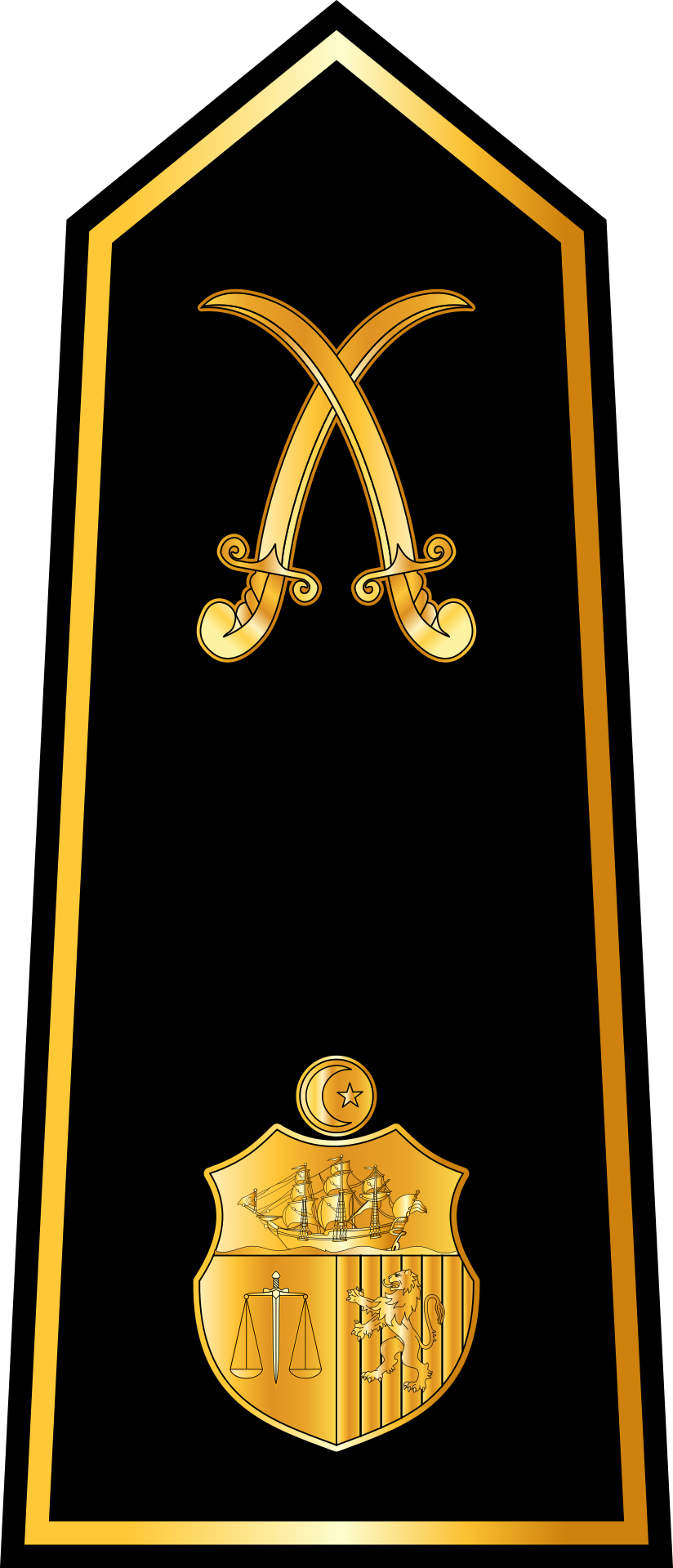
Colonel-major - Quân đội Tunisia

## Những quốc gia có Đại tá là sĩ quan cao cấp nhất
Trong một số cơ cấu tổ chức quân sự trên thế giới, mà không có cấp tướng lĩnh và không có cơ quan cấp trên quản lý ngoài chính phủ của quốc gia đó (chẳng hạn như nguyên thủ quốc gia với tư cách là tổng tư lệnh trên danh nghĩa), cấp bậc Đại tá là quân hàm sĩ quan cao cấp nhất của những nước này. Một số ví dụ được nêu ra dưới đây (sắp xếp tên các quốc gia theo thứ tự Bảng chữ cái tiếng Anh)
- Antigua và Barbuda (quân số 170 người)
- Costa Rica (quân số khoảng 8,000 người)
- Iceland (quân số 100 người, nhiệm vụ chính là gìn giữ, đảm bảo an ninh)
- Libya (Tổng tư lệnh các lực lượng vũ trang – Đại tá Muammar Gaddafi cho đến năm 2011)
- Monaco (Có 2 nhánh phục vụ với khoảng 250 nhân lực)
- Suriname (quân số 1,800 người) (dữ liệu đến ngày 19/07/2020)[10]
- Thành Vatican (quân số 110 người – Vệ binh Thụy Sĩ)

|  |  |  |  |

## Một số hình ảnh quân hàm Đại tá trên thế giới

Albania (kolonel)
Australia
Bangladesh
Belarus
Bỉ
Bolivia (coronel)
Bosnia and Herzegovina (pukovnik)
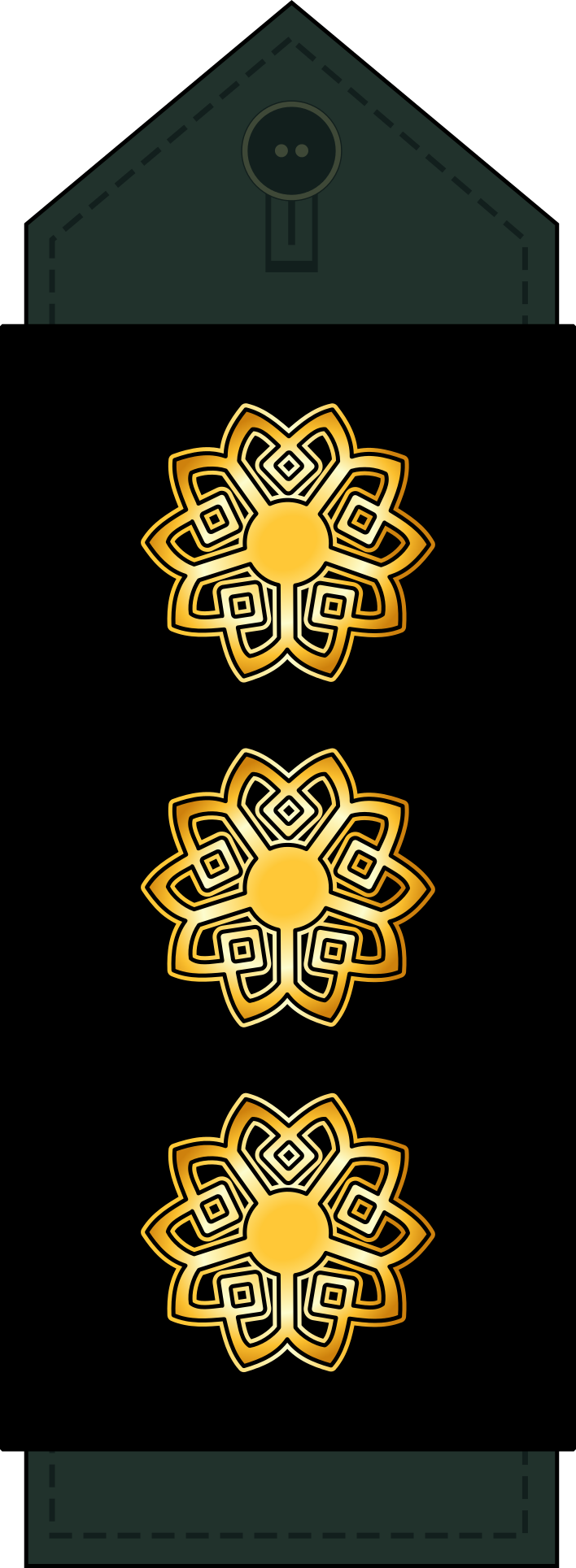
Iran(sarhang)
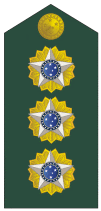
Brazil (coronel)
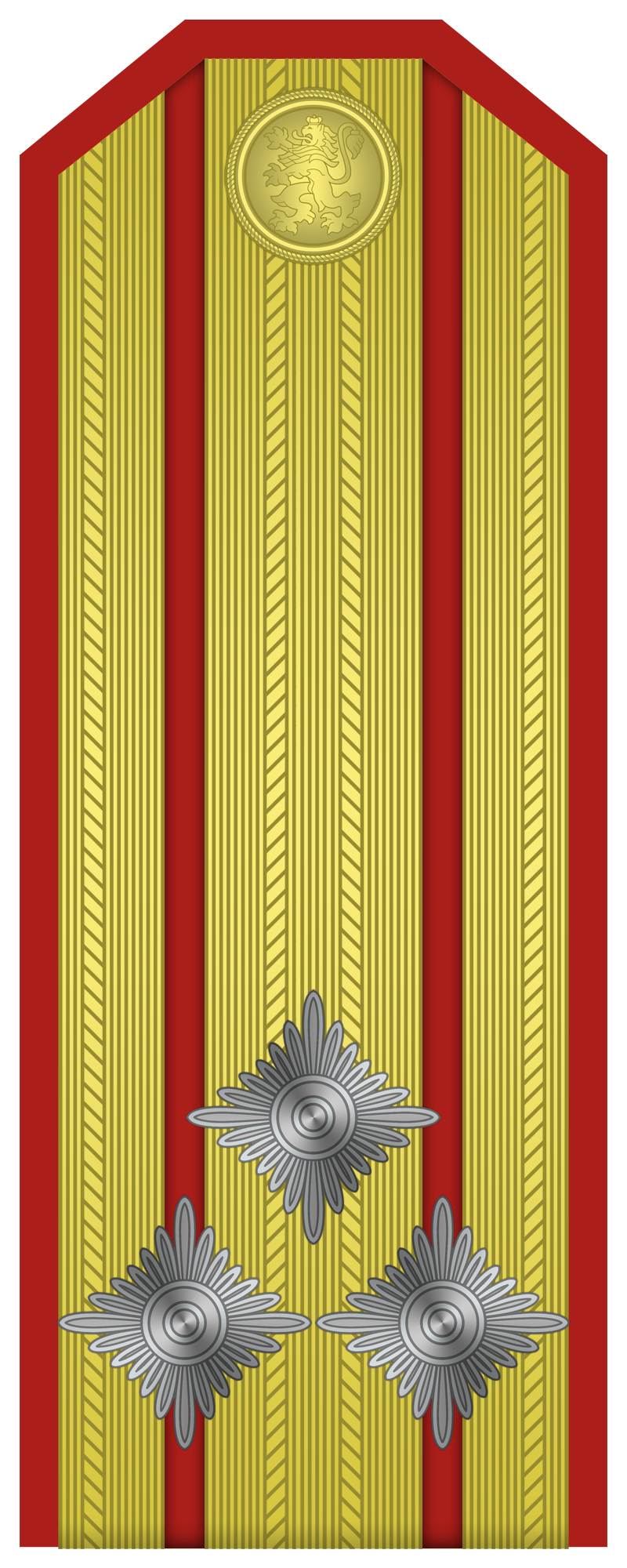
Bulgaria (полковник)
Canada (colonel)
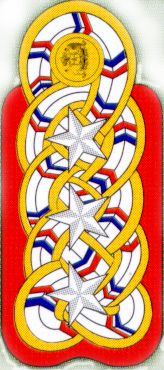
Chile (coronel)
Trung Quốc (shang xiao / 上校 )
Colombia (coronel)
Cộng hòa Séc (Plukovník)
Đan Mạch (oberst)
Dominican Republic
Phần Lan (eversti)
Pháp
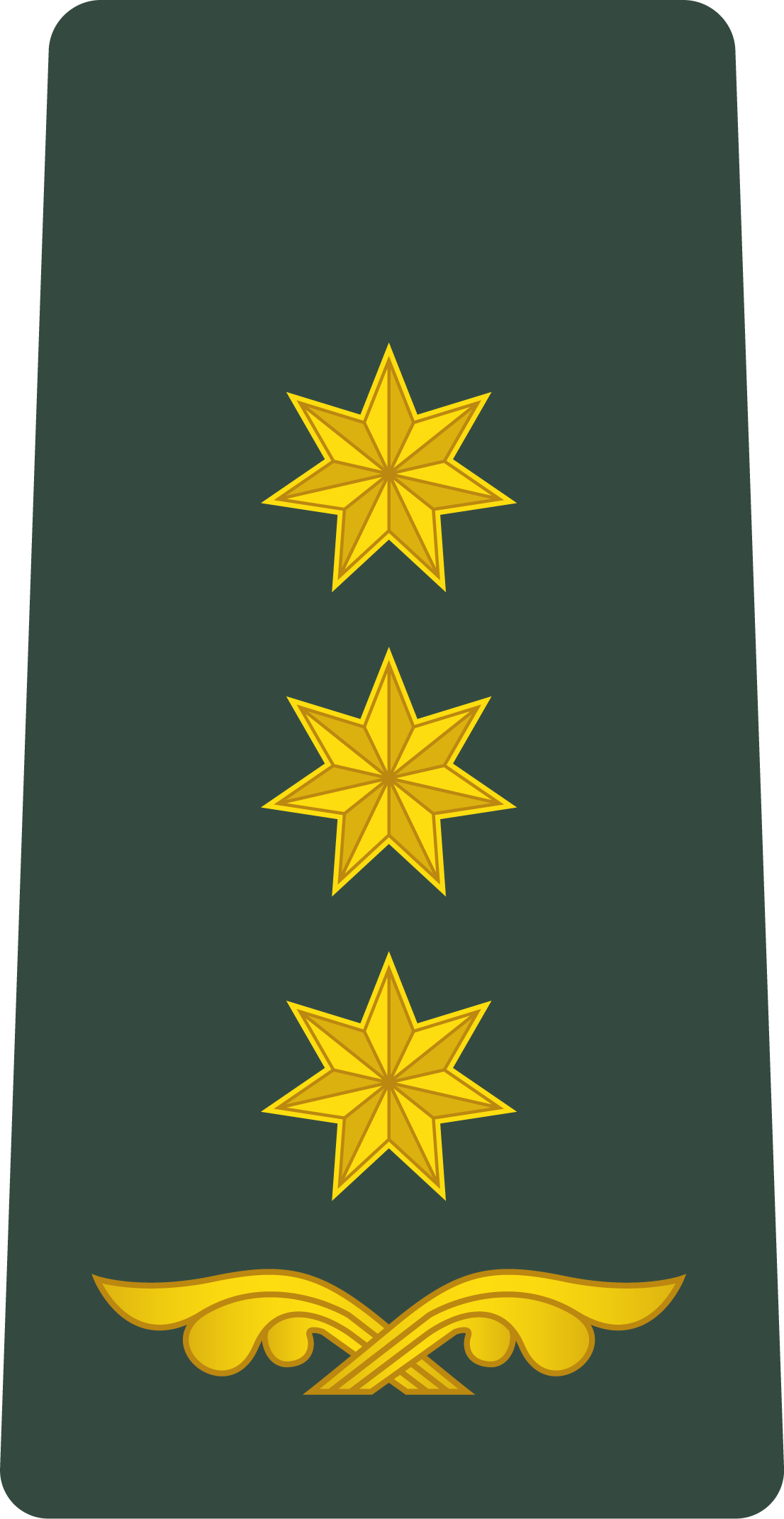
Georgia (პოლკოვნიკი, polkovnik)
Đức (oberst)
Hy Lạp (syntagmatarchis)
Hungary (ezredes)
Ấn Độ
Indonesia
IrelandIreland
Israel
Italy (colonnello)
Monaco (colonel)
Mông Cổ (Хурандаа)
Morocco (عقيد)
Hà Lan (kolonel)
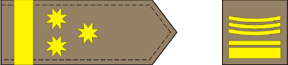
North Macedonia (полковник, polkovnik)
Na Uy (oberst)
Pakistan
Philippines (Lakan/Coronel)
Ba Lan (pułkownik)
Bồ Đào Nha (coronel)
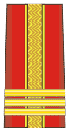
Romania
Nga (polkovnik / Полковник)
Serbia (pukovnik)
Hàn Quốc
Tây Ban Nha (coronel)
Nam Phi
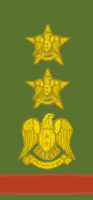
Syria (عقيد)
Sri Lanka
Thụy Điển (Överste)
Đài Loan (shang xiao / 上校 )
Thái Lan
Thổ Nhĩ Kì
Ukraine (polkovnik/Полковник)
Vương Quốc Anh
Hoa Kì
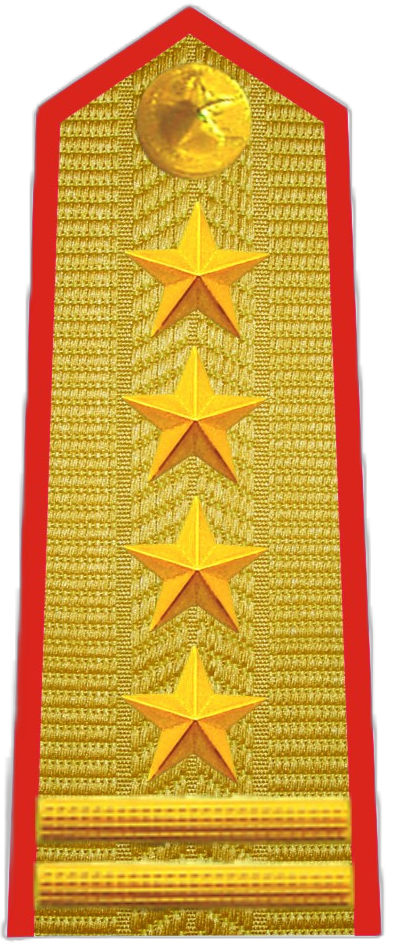
Việt Nam